# Château Margaux

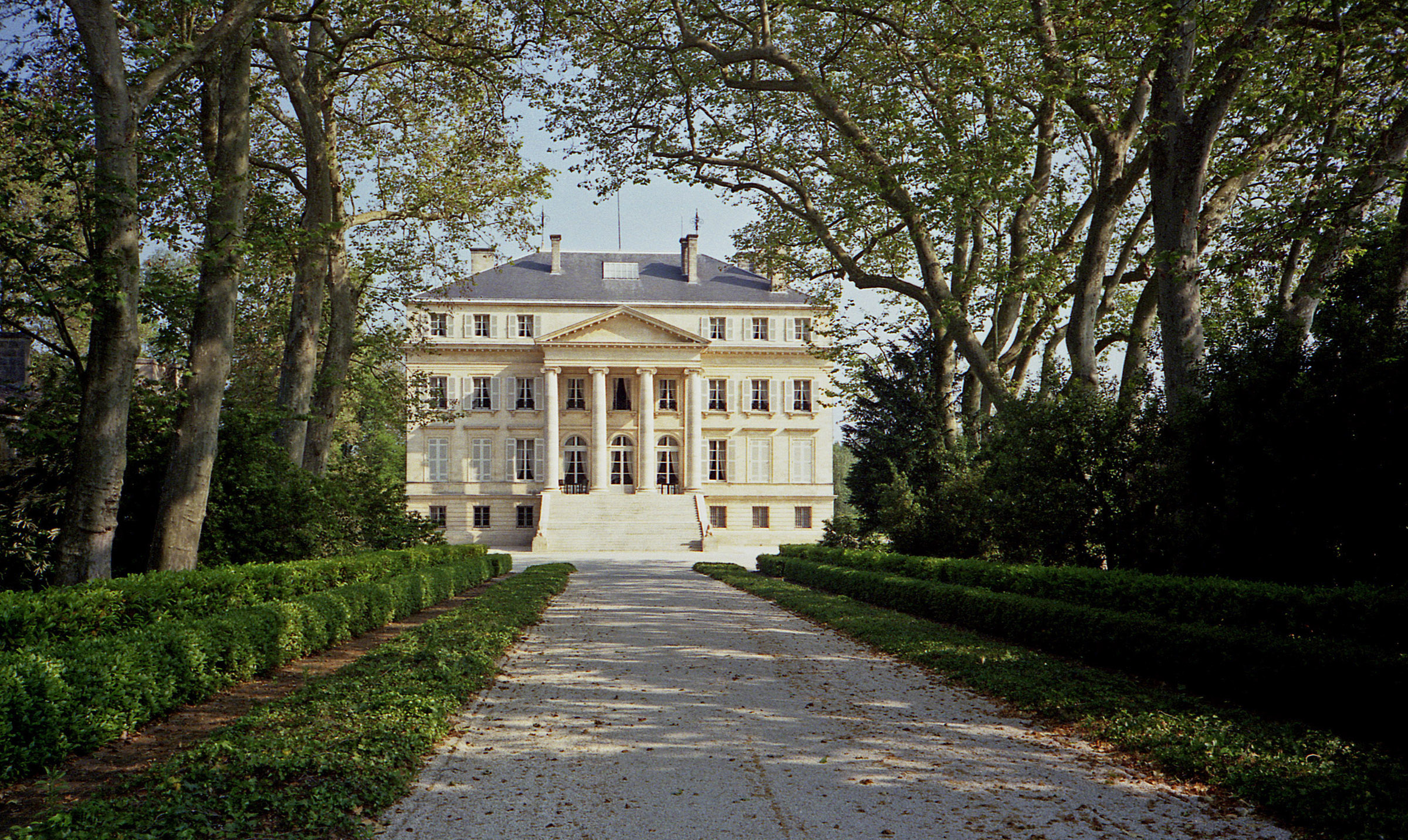
Het château Margaux is gebouwd in de stijl van het Eerste Franse Keizerrijk door Guy-Louis Combes

Château Margaux is een van de beroemdste wijngoederen ter wereld. Het ligt in de Bordeaux direct bij het plaatsje Margaux.
Château Margaux is geclassificeerd als Premier Grand Cru Classé volgens het classificatiesysteem voor Bordeauxwijn van 1855. Het wijngoed omvat 77 hectare voor rode wijn en 12 hectare voor witte wijn en er wordt ongeveer 75% cabernet sauvignon, 20% merlot en een beetje cabernet franc en petit verdot (5%) en voor de witte wijn Sauvignon blanc aangebouwd. De tweede wijn van het wijngoed heet Pavillon rouge; de witte wijn, Pavillon blanc wordt als de beste witte wijn van de Médoc beschouwd.
Sinds 1977 (zie verderop) worden de wijnen van Château Margaux gekenmerkt door intensiteit en diepte. De wijnen zijn weelderig, volromig en fruitig. Op het hoogste niveau combineren deze wijnen harmonie, diepte, finesse en élan.

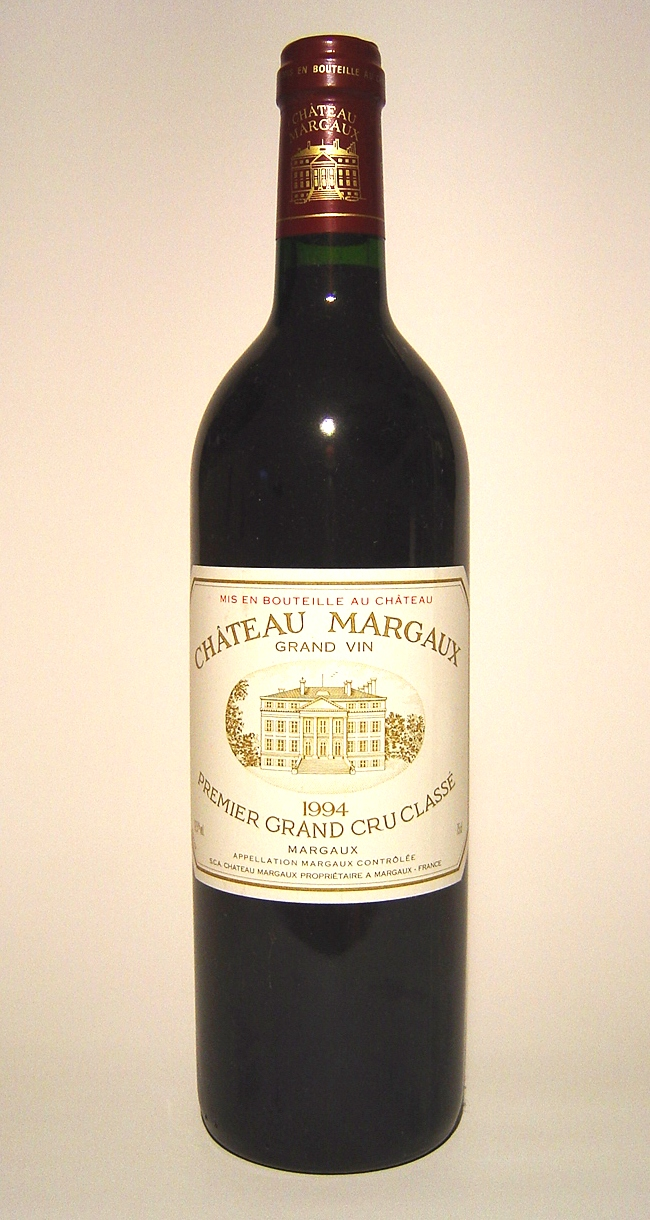
Een Château Margaux uit 1994

Als absolute topwijnen worden de rode wijnen uit 1899, 1900, 1928, 1929, 1953, 1961, 1978, 1979, 1981, 1982, 1983, 1986, 1990, 1995 en 1996 beschouwd. Recentere topjaren zijn 2000, 2003, 2005, 2009, 2010 en 2015. Margaux 1900 heeft een legendarische status bij wijnliefhebbers.

## Geschiedenis
In 1787 noemde Thomas Jefferson Château Margaux als een van de "vier wijngaarden van eerste kwaliteit". Na de executie van de eigenaar tijdens de Franse Revolutie werd het domein in 1804 gekocht door Bertrand Douat, Markies de la Colonilla. In 1810 werd het door Guy-Louis Combes herbouwd tot het markante kasteel zoals we dat nu kennen, en dat wel het "Versailles van de Médoc" wordt genoemd.
Nadat het door verschillende handen was gegaan, kocht de wijnhandelaar Fernand Ginestet in 1925 aandelen in het domein. Gedurende de daarop volgende jaren kocht hij steeds meer aandelen, totdat hij het volledige eigendom in handen had. In 1949 droeg hij het eigendom over aan zijn zoon Pierre Ginestet. Deze was in de jaren zeventig wegens financiële problemen genoodzaakt het kasteel te verkopen aan de Franse groep Félix Potin met aan het hoofd de in Frankrijk woonachtige Griek André Mentzelopoulos. Voordien blokkeerde de Franse regering overigens de verkoop aan het Amerikaanse conglomeraat National Distillers.
In de jaren 1950-1976 kon Château Margaux niet voldoen aan de verwachting die aan een Premier cru wordt gesteld. Na de aankoop van het domein in 1977 door de familie Mentzelopoulos kwam aan deze zwakke periode een resoluut einde. Door forse investeringen in de verwaarloosde wijngaard, in de chais (kelder waarin de wijn wordt gemaakt) en door gezond management van zowel vader Mentzelopoulos als diens dochter Corinne Mentzelopoulos, die hem na zijn overlijden opvolgde, maakte het domein in één keer de sprong van zwakste Premier cru naar (vaak) de beste.
In 1992 werden Perrier en de Italiaanse familie Agnelli (o.a. eigenaren van Fiat) door een complexe, internationale transactie mede-eigenaren van het château, maar Corinne Mentzelopoulos bleef de leiding houden. De harmonieuze samenwerking duurde 10 jaar, totdat de Agnelli-groep in 2003 besloot hun aandeel in Château Margaux te verkopen. Corinne Mentzelopoulos kocht ze onmiddellijk terug en werd daarmee enig aandeelhouder van het domein.